# Hall of Fame Open
Hall of Fame Open este un turneu internațional de tenis care are loc în fiecare an, în iulie, din 1976, la International Tennis Hall of Fame din Newport, Rhode Island, locul original unde s-a desfășurat Campionateeor Naționale din SUA. Turneul, care a făcut parte din circuitul de tenis Grand Prix din 1976 până în 1989, include de obicei o tragere la sorți de 28 sau 32 de jucători la simplu și un turneu de dublu cu 16 echipe. Se desfășoară pe terenuri cu iarbă în aer liber și este ultimul turneu pe iarbă al sezonului din turul ATP și singurul turneu pe iarbă disputat în afara Europei, precum și singurul jucat după Wimbledon. Până în 2011, când John Isner a câștigat turneul, capul de serie nu a triumfat niciodată la Newport, o trăsătură care a dus la supranumele „Blestemul Cazinoului”, datorită locului  Hall of Fame la Newport Casino.

## Rezultate

### Simplu
| An   | Campion                                | Finalist                               | Scor                                   |
| ---- | -------------------------------------- | -------------------------------------- | -------------------------------------- |
| 2024 | Marcos Giron                           | Alex Michelsen                         | 6–7(4–7), 6–3, 7–5                     |
| 2023 | Adrian Mannarino                       | Alex Michelsen                         | 6–2, 6–4                               |
| 2022 | Maxime Cressy                          | Alexander Bublik                       | 2–6, 6–3, 7–6(7–3)                     |
| 2021 | Kevin Anderson                         | Jenson Brooksby                        | 7–6(10–8), 6–4                         |
| 2020 | Anulat din cauza pandemiei de COVID-19 | Anulat din cauza pandemiei de COVID-19 | Anulat din cauza pandemiei de COVID-19 |
| 2019 | John Isner (4)                         | Alexander Bublik                       | 7–6(7–2), 6–3                          |
| 2018 | Steve Johnson                          | Ramkumar Ramanathan                    | 7–5, 3–6, 6–2                          |
| 2017 | John Isner (3)                         | Matthew Ebden                          | 6–3, 7–6(7–4)                          |
| 2016 | Ivo Karlović                           | Gilles Müller                          | 6–7(2–7), 7–6(7–5), 7–6(14–12)         |
| 2015 | Rajeev Ram (2)                         | Ivo Karlović                           | 7–6(7–5), 5–7, 7–6(7–2)                |
| 2014 | Lleyton Hewitt                         | Ivo Karlović                           | 6–3, 6–7(4–7), 7–6(7–3)                |
| 2013 | Nicolas Mahut                          | Lleyton Hewitt                         | 5–7, 7–5, 6–3                          |
| 2012 | John Isner (2)                         | Lleyton Hewitt                         | 7–6(7–1), 6–4                          |
| 2011 | John Isner                             | Olivier Rochus                         | 6–3, 7–6(8–6)                          |
| 2010 | Mardy Fish                             | Olivier Rochus                         | 5–7, 6–3, 6–4                          |
| 2009 | Rajeev Ram                             | Sam Querrey                            | 6–7(3–7), 7–5, 6–3                     |
| 2008 | Fabrice Santoro (2)                    | Prakash Amritraj                       | 6–3, 7–5                               |
| 2007 | Fabrice Santoro                        | Nicolas Mahut                          | 6–4, 6–4                               |
| 2006 | Mark Philippoussis                     | Justin Gimelstob                       | 6–3, 7–5                               |
| 2005 | Greg Rusedski (3)                      | Vince Spadea                           | 7–6(7–3), 2–6, 6–4                     |
| 2004 | Greg Rusedski (2)                      | Alexander Popp                         | 7–6(7–5), 7–6(7–2)                     |
| 2003 | Robby Ginepri                          | Jürgen Melzer                          | 6–4, 6–7(3–7), 6–1                     |
| 2002 | Taylor Dent                            | James Blake                            | 6–1, 4–6, 6–4                          |
| 2001 | Neville Godwin                         | Martin Lee                             | 6–1, 6–4                               |
| 2000 | Peter Wessels                          | Jens Knippschild                       | 7–6(7–3), 6–3                          |
| 1999 | Chris Woodruff                         | Kenneth Carlsen                        | 6–7(5–7), 6–4, 6–4                     |
| 1998 | Leander Paes                           | Neville Godwin                         | 6–3, 6–2                               |
| 1997 | Sargis Sargsian                        | Brett Steven                           | 7–6(7–0), 4–6, 7–5                     |
| 1996 | Nicolás Pereira                        | Grant Stafford                         | 4–6, 6–4, 6–4                          |
| 1995 | David Prinosil                         | David Wheaton                          | 7–6(7–3), 5–7, 6–2                     |
| 1994 | David Wheaton                          | Todd Woodbridge                        | 6–4, 3–6, 7–6(7–5)                     |
| 1993 | Greg Rusedski                          | Javier Frana                           | 7–5, 6–7(7–9), 7–6(7–5)                |
| 1992 | Bryan Shelton (2)                      | Alex Antonitsch                        | 6–4, 6–4                               |
| 1991 | Bryan Shelton                          | Javier Frana                           | 3–6, 6–4, 6–4                          |
| 1990 | Pieter Aldrich                         | Darren Cahill                          | 7–6, 1–6, 6–1                          |
| 1989 | Jim Pugh                               | Peter Lundgren                         | 6–4, 4–6, 6–2                          |
| 1988 | Wally Masur                            | Brad Drewett                           | 6–2, 6–1                               |
| 1987 | Dan Goldie                             | Sammy Giammalva Jr.                    | 6–7, 6–4, 6–4                          |
| 1986 | Bill Scanlon                           | Tim Wilkison                           | 7–5, 6–4                               |
| 1985 | Tom Gullikson                          | John Sadri                             | 6–3, 7–5                               |
| 1984 | Vijay Amritraj (3)                     | Tim Mayotte                            | 3–6, 6–4, 6–4                          |
| 1983 | John Fitzgerald                        | Scott Davis                            | 2–6, 6–1, 6–3                          |
| 1982 | Hank Pfister                           | Mike Estep                             | 6–1, 7–5                               |
| 1981 | Johan Kriek                            | Hank Pfister                           | 3–6, 6–3, 7–5                          |
| 1980 | Vijay Amritraj (2)                     | Andrew Pattison                        | 6–1, 5–7, 6–3                          |
| 1979 | Brian Teacher                          | Stan Smith                             | 1–6, 6–3, 6–4                          |
| 1978 | Bernard Mitton                         | John James                             | 6–1, 3–6, 7–6                          |
| 1977 | Tim Gullikson                          | Hank Pfister                           | 6–4, 6–4, 5–7, 6–2                     |
| 1976 | Vijay Amritraj                         | Brian Teacher                          | 6–3, 4–6, 6–3, 6–1                     |

### Dublu
| An   | Campioni                               | Finaliști                                 | Scor                                   |
| ---- | -------------------------------------- | ----------------------------------------- | -------------------------------------- |
| 2024 | André Göransson Sem Verbeek            | Robert Cash James Tracy                   | 6–3, 6–4                               |
| 2023 | Nathaniel Lammons Jackson Withrow      | William Blumberg Max Purcell              | 6–3, 5–7, [10–5]                       |
| 2022 | William Blumberg Steve Johnson         | Raven Klaasen Marcelo Melo                | 6–4, 7–5                               |
| 2021 | William Blumberg Jack Sock             | Austin Krajicek Vasek Pospisil            | 6–2, 7–6(7–3)                          |
| 2020 | Anulat din cauza pandemiei de COVID-19 | Anulat din cauza pandemiei de COVID-19    | Anulat din cauza pandemiei de COVID-19 |
| 2019 | Marcel Granollers Sergiy Stakhovsky    | Marcelo Arévalo Miguel Ángel Reyes-Varela | 6–7(10–12), 6–4, [13–11]               |
| 2018 | Jonathan Erlich Artem Sitak            | Marcelo Arévalo Miguel Ángel Reyes-Varela | 6–1, 6–2                               |
| 2017 | Aisam-ul-Haq Qureshi Rajeev Ram        | Matt Reid John-Patrick Smith              | 6–4, 4–6, [10–7]                       |
| 2016 | Sam Groth Chris Guccione               | Jonathan Marray Adil Shamasdin            | 6–4, 6–3                               |
| 2015 | Jonathan Marray Aisam-ul-Haq Qureshi   | Nicholas Monroe Mate Pavić                | 4–6, 6–3, [10–8]                       |
| 2014 | Chris Guccione Lleyton Hewitt          | Jonathan Erlich Rajeev Ram                | 7–5, 6–4                               |
| 2013 | Nicolas Mahut Édouard Roger-Vasselin   | Tim Smyczek Rhyne Williams                | 6–7(4–7), 6–2, [10–5]                  |
| 2012 | Santiago González Scott Lipsky         | Colin Fleming Ross Hutchins               | 7–6(7–3), 6–3                          |
| 2011 | Matthew Ebden Ryan Harrison            | Johan Brunström Adil Shamasdin            | 4–6, 6–3, [10–5]                       |
| 2010 | Carsten Ball Chris Guccione            | Santiago González Travis Rettenmaier      | 6–3, 6–4                               |
| 2009 | Jordan Kerr Rajeev Ram                 | Michael Kohlmann Rogier Wassen            | 6–7(6–8), 7–6(7–9), [10–6]             |
| 2008 | Mardy Fish John Isner                  | Rohan Bopanna Aisam-ul-Haq Qureshi        | 6–4, 7–6(7–1)                          |
| 2007 | Jordan Kerr Jim Thomas                 | Nathan Healey Igor Kunitsyn               | 6–3, 7–5                               |
| 2006 | Robert Kendrick Jürgen Melzer          | Jeff Coetzee Justin Gimelstob             | 7–6(7–3), 6–0                          |
| 2005 | Jordan Kerr Jim Thomas                 | Graydon Oliver Travis Parrott             | 7–6(7–5), 7–6(7–5)                     |
| 2004 | Jordan Kerr Jim Thomas                 | Gregory Carraz Nicolas Mahut              | 6–3, 6–7(5–7), 6–3                     |
| 2003 | Jordan Kerr David Macpherson           | Julian Knowle Jürgen Melzer               | 7–6(7–4), 6–3                          |
| 2002 | Bob Bryan Mike Bryan                   | Jürgen Melzer Alexander Popp              | 7–5, 6–3                               |
| 2001 | Bob Bryan Mike Bryan                   | André Sá Glenn Weiner                     | 6–3, 7–5                               |
| 2000 | Jonathan Erlich Harel Levy             | Kyle Spencer Mitch Sprengelmeyer          | 7–6(7–2), 7–5                          |
| 1999 | Wayne Arthurs Leander Paes             | Sargis Sargsian Chris Woodruff            | 6–7, 7–6, 6–3                          |
| 1998 | Doug Flach Sandon Stolle               | Scott Draper Jason Stoltenberg            | 6–2, 4–6, 7–6                          |
| 1997 | Justin Gimelstob Brett Steven          | Kent Kinnear Aleksandar Kitinov           | 6–3, 6–4                               |
| 1996 | Marius Barnard Piet Norval             | Paul Kilderry Michael Tebbutt             | 6–7, 6–4, 6–4                          |
| 1995 | Jörn Renzenbrink Markus Zoecke         | Paul Kilderry Nuno Marques                | 6–1, 6–2                               |
| 1994 | Alex Antonitsch Greg Rusedski          | Kent Kinnear David Wheaton                | 6–4, 3–6, 6–4                          |
| 1993 | Javier Frana Christo van Rensburg      | Byron Black Jim Pugh                      | 4–6, 6–1, 7–6                          |
| 1992 | Royce Deppe David Rikl                 | Paul Annacone David Wheaton               | 6–4, 6–4                               |
| 1991 | Gianluca Pozzi Brett Steven            | Javier Frana Bruce Steel                  | 6–4, 6–4                               |
| 1990 | Darren Cahill Mark Kratzmann           | Todd Nelson Bryan Shelton                 | 7–6, 6–2                               |
| 1989 | Patrick Galbraith Brian Garrow         | Neil Broad Stefan Kruger                  | 2–6, 7–5, 6–3                          |
| 1988 | Kelly Jones Peter Lundgren             | Scott Davis Dan Goldie                    | 6–3, 7–6                               |
| 1987 | Dan Goldie Larry Scott                 | Chip Hooper Mike Leach                    | 1–6, 6–3, 7–5                          |
| 1986 | Vijay Amritraj Tim Wilkison            | Eddie Edwards Francisco González          | 4–6, 7–5, 7–6                          |
| 1985 | Peter Doohan Sammy Giammalva Jr.       | Paul Annacone Christo van Rensburg        | 6–1, 6–3                               |
| 1984 | David Graham Laurie Warder             | Ken Flach Robert Seguso                   | 6–4, 7–6                               |
| 1983 | Vijay Amritraj John Fitzgerald         | Tim Gullikson Tom Gullikson               | 6–3, 6–4                               |
| 1982 | Andy Andrews John Sadri                | Syd Ball Rod Frawley                      | 3–6, 7–6, 7–5                          |
| 1981 | Brad Drewett Erik van Dillen           | Kevin Curren Billy Martin                 | 6–2, 6–4                               |
| 1980 | Andrew Pattison Butch Walts            | Fritz Buehning Peter Rennert              | 7–6, 6–4                               |
| 1979 | Bob Lutz Stan Smith                    | John James Chris Kachel                   | 6–4, 7–6                               |
| 1978 | Tim Gullikson Tom Gullikson            | Colin Dibley Bob Giltinan                 | 6–4, 6–4                               |
| 1977 | Ismail El Shafei Brian Fairlie         | Tim Gullikson Tom Gullikson               | 6–7, 6–3, 7–6                          |